# Pandanus namakiensis
Pandanus namakiensis är en enhjärtbladig växtart som beskrevs av Ugolino Martelli. Pandanus namakiensis ingår i släktet Pandanus och familjen Pandanaceae.
Artens utbredningsområde är Madagaskar. Inga underarter finns listade.